# Teoria wielkiego człowieka
Teoria wielkiego człowieka (także, koncepcja, idea, teoria przywództwa wielkich ludzi, teoria wybitnej jednostki, ang. Great Man Theory, termin niekiedy używany w j. polskim bez tłumaczenia) – pogląd w naukach historycznych i badaniach nad przywództwem dotyczący znaczenia jednostki (osoby) w historii. Według tej teorii niektóre osoby, ze względu na swoje naturalne cechy, takie jak wyższy intelekt, heroiczna odwaga, niezwykłe zdolności przywódcze czy boska inspiracja, mają decydujący wpływ na historię. Za twórcę tej teorii uznaje się przede wszystkim szkockiego historyka i filozofa Thomasa Carlyle’a. Podejście to jest niekiedy określane jako "heroistyczna koncepcja historiozoficzna".
Wśród historyków do dziś trwają dyskusję na temat znaczenia jednostki. Klasycznym pytaniem jest np. czy za II WŚ i politykę eksterminacji Żydów odpowiada Adolf Hitler i jego antysemickie obsesje, czy też i bez niego cała historia i kultura Niemiec doprowadziłyby do takich samych zjawisk i wydarzeń. Inne przykłady „wielkich ludzi” w historii to m.in. Juliusz Cezar, Mahatma Gandhi, Abraham Lincoln i Napoleon Bonaparte. W kontekście polskim można wspomnieć np. o Józefie Piłsudskim (Ignacy Daszyński już w 1925 r. wydał o nim broszurę pt. Wielki człowiek w Polsce). W polskiej historiografii zwolennikiem znaczego wpływu jednostek na historię był m.in. Szymon Askenazy.
Teoria wielkiego człowieka to jedna z najwcześniejszych teorii dotyczących przywództwa. W latach późniejszych zainspirowała m.in. powstanie teorii cech w psychologii osobowości.